# Хуторська сільська рада
Ху́торська сільська рада (рос. Хуторский сельский совет) — сільське поселення у складі Новосергієвського району Оренбурзької області Росії.
Адміністративний центр — село Хуторка.

## Населення
Населення — 1571 особа (2019; 1637 в 2010, 1632 у 2002).

## Склад
До складу сільської ради входять:
| Населений пункт  | Населення, осіб (2002) | Населення, осіб (2010) |
| ---------------- | ---------------------- | ---------------------- |
| Васильєвка, село | 180                    | 156                    |
| Малахово, селище | 178                    | 175                    |
| Сузаново, село   | 738                    | 735                    |
| Хуторка, село    | 536                    | 571                    |